# Thomas Melle
Thomas Melle (* 17. března 1975, Bonn) je německý spisovatel, divadelní dramatik.

## Život a dílo
Diplomovou práci sepsal o americkém spisovateli Williamu T. Vollmannovi.

### Přehled děl v originále (výběr)
Za svoji literární činnost byl již Thomas Melle k roku 2016 třikrát (tj. 2011 – širší nominace, 2014 – finalista, 2016 – finalista) nominován na Německou knižní cenu.

#### Próza
- Die Welt im Rücken. Berlín: Rowohlt Verlag, 2016. 352 S. – (Pozn.: Bipolární porucha, jíž autor ve skutečnosti trpí a kvůli které byl již hospitalizován, je ústředním tématem této jeho autobiografické knihy.)[4][5]
- 3000 Euro: Roman. Berlín: Rowohlt Verlag, 2014. 208 S.
- Sickster: Roman. Berlín: Rowohlt Verlag, 2011. 330 S.

#### Divadelní hry
- 4 Millionen Türen
- Haus zur Sonne

### České překlady
- MELLE, Thomas. Svět v zádech (původním názvem: Die Welt im Rücken). Překlad Jana Zoubková. 1. vyd. Praha: Odeon, 2018. 320 s. (Světová knihovna; sv. 207). ISBN 978-80-207-1819-8. EUROMEDIA GROUP, a.s..